# 蔡深河
蔡深河（约1917年—2001年4月18日），臺灣雲林縣北港鎮人，醫師，以針刺引流治療阿米巴肝膿瘍而知名，為第四屆醫療奉獻獎得主。

## 生平
蔡深河在臺北帝國大學附屬醫院第三內科服務時，師承澤田藤一郎及佐藤八郎。1944年，他放棄繼續深造和在都市開業，回到家鄉北港鎮開設諸元醫院。其同窗、中央研究院院士宋瑞樓，以及同在北港開業的洪毅一都表示，蔡深河以一名帝大醫科的高材生下鄉行醫，對當地真是一件大新聞，地方父老莫不奔相走告。
蔡深河執業之初，雖以內科為主，但也充當婦產科或外科醫師救急。治病同時，他也常苦口婆心扭轉當時民間深信以紙符、香灰治病的觀念，也有不少病人先到北港媽祖廟求籤結果被指引而來看病，令他不禁莞爾。
當時阿米巴肝膿瘍在中臺灣、南臺灣十分盛行，尤其在雲林縣、嘉義縣一帶以農、漁業為生的民眾，罹病率與死亡率偏高，病人求診時往往已病入膏育。其原因是民眾多飲用地下水，阿米巴原蟲經由飲水進入體內，造成肝膽化膿，手術費昂貴，很多人乾脆等死。當時藥物又不發達，較常用的吐根酊和氯奎寧副作用極大，病人合併有橫隔膜下積膿及膿胸現象、及膿瘍破裂造成腹膜炎，以男性死亡居多。
1960年，蔡深河在日本鹿兒島大學醫學雜誌發表治療肝膽膿瘍研究博士論文，以抽肺出膿瘍的概念運用到肝臟上，借助X光用長針穿刺找到化膿疼痛點將膿液引流出來，再用抗阿米巴藥物治療，這研究論文被美國海軍第二研究所的克勞斯博士讀到後，就和蔡深河合作。病人何源福回憶當年他因酗酒造成肝病，引發肝膿瘍，經友人介紹到諸元醫院，蔡深河以觸診即可得知其體內膿腫的部位，便準備一支四吋長的針頭，在局部麻醉情況下，直刺入他的肝臟內部。美國海軍第二研究所當初辦公室設在台北市公園路上，由於交通不便，檢體送到台北要半天，蔡深河就發明了乾式檢驗法來保存檢體，先研究所專車到北港取回病人血清及檢體，然後送到美國。
1961年，蔡深河擴建醫院，題了獨特的院訓：「這家醫院是以智慧和相互信任為基礎、以哲學為骨架、科學為肌膚、讓悲憫流貫其中，並且藝術美化她」。
病患何源福曾目睹蔡深河因為病人無錢付醫療費，反而自己偷塞錢給對方。北港擔任里長的蔡琪和指出，他從未聽過蔡深河有任何醫療糾紛，反而時常看到病人把家裡養的雞、土雞蛋或者是農作物用來答謝醫師，每逢冬令救濟或是社會公益事業缺錢資助時，蔡深河總是二話不說就掏錢。
蔡深河生性木訥，不善交際，他白天看病，晚上總是讀醫學書籍，並和美國海軍第二研究所聯合進行研究達18年之久。他累計治療阿米巴肝膿瘍病例超過3600人。因工作導致飲食不正常而罹患十二指腸潰瘍，切除三分之二的胃，卻曾吐露除非是不能走動，否則要強迫退休、不看病，簡直是折磨他。1971年11月12日，他因行醫滿45年，獲醫師公會頒獎狀。在國際上，他共發表了五篇肝膿瘍的醫學研究論文，各國索求研究資料，連遠在尼泊爾都知道台灣有一個「Dr. Tsai」是治療肝膿瘍的權威。隨著醫療診斷技術突破，有各種電腦斷層攝影掃描、同位素攝影、超音波檢查及血液凝集測定法相繼問世，及生活水準提高和抗阿米巴藥物的改良，診斷肝膿瘍已不再困難且發生率降低。
1994年4月22日，行政院衛生署公佈第四屆醫療奉獻獎得獎人名單，包括蔡深河、白寶珠、陳炯熙、何錫章、施雅璞、魏海蓮、賴月琴、楊傳仁及李偉之等11位。
2001年4月，蔡深河工作完畢，下午在家裡祭拜祖先牌位時，因心臟病發送至台大醫院，過十二天搶救仍回天乏術，同月18日病逝，享壽85歲。
之後北港再有人得醫療奉獻獎的醫生是蔡孔雀。

## 家庭
妻子廖華英畢業自臺北第三高女，赴日繼續深造時，因戰爭爆發，不得成行，後來與蔡深河結婚，育五名子女。長子蔡爾和是旅日醫學博士，在日本執業；二兒子蔡爾平為陶藝珠寶設計師；三兒子蔡爾信是教育傳播博士。